# Deltochilum inaequale
Deltochilum inaequale är en skalbaggsart som beskrevs av Vladimir Balthasar 1939. Deltochilum inaequale ingår i släktet Deltochilum och familjen bladhorningar. Inga underarter finns listade i Catalogue of Life.